# 1. Liga (Tschechoslowakei) 1976/77
Die Spielzeit 1976/77 der 1. Liga  war die 34. reguläre Austragung der höchsten Eishockeyspielklasse der Tschechoslowakei. Mit 70 Punkten setzte sich SONP Kladno durch. Für die Mannschaft war es der vierte tschechoslowakische Meistertitel in Folge.

## Modus
Wie in der Vorsaison wurde die Liga mit zwölf Mannschaften ausgespielt. Da jede Mannschaft gegen jeden Gruppengegner je zwei Heim- und Auswärtsspiele austrug, betrug die Gesamtanzahl der Spiele pro Mannschaft 44 Spiele. Meister wurde der Gewinner der Hauptrunde. Der Tabellenletzte stieg direkt in die jeweilige Landesmeisterschaft ab.

## Tabelle
| Pl. | Team                    | Sp. | S  | U  | N  | Torv.   | Pkt. |
| --- | ----------------------- | --- | -- | -- | -- | ------- | ---- |
| 1.  | TJ SONP Kladno          | 44  | 33 | 4  | 7  | 214:111 | 70   |
| 2.  | Dukla Jihlava           | 44  | 32 | 5  | 7  | 183:90  | 69   |
| 3.  | Spartak ČKD Prag        | 44  | 23 | 6  | 15 | 156:131 | 52   |
| 4.  | Tesla Pardubice         | 44  | 20 | 10 | 14 | 175:145 | 50   |
| 5.  | Motor České Budějovice  | 44  | 18 | 8  | 18 | 154:156 | 44   |
| 6.  | Slovan CHZJD Bratislava | 44  | 19 | 6  | 19 | 118:125 | 44   |
| 7.  | TJ Vítkovice            | 44  | 17 | 7  | 20 | 159:160 | 41   |
| 8.  | TJ Škoda Plzeň          | 44  | 17 | 6  | 21 | 178:191 | 40   |
| 9.  | CHZ Litvínov            | 44  | 16 | 8  | 20 | 144:190 | 40   |
| 10. | VSŽ Košice              | 44  | 15 | 7  | 22 | 176:176 | 37   |
| 11. | ZKL Brno                | 44  | 11 | 7  | 26 | 119:168 | 29   |
| 12. | TJ Gottwaldov           | 44  | 3  | 6  | 35 | 119:252 | 12   |

### Topscorer
Bester Torschütze der Liga wurde Milan Nový von Meister SONP Kladno, der in den 44 Spielen seiner Mannschaft 59 Tore erzielte.
| Pl. | Name              | Team                    | Spiele | Tore | Assists | Punkte |
| --- | ----------------- | ----------------------- | ------ | ---- | ------- | ------ |
| 1   | Milan Nový        | SONP Kladno             | 44     | 59   | 30      | 89     |
| 2   | Vincent Lukáč     | VSŽ Košice              | 44     | 48   | 34      | 82     |
| 3   | Eduard Novák      | SONP Kladno             | 42     | 37   | 26      | 63     |
| 4   | Ivan Hlinka       | CHZ Litvínov            | 43     | 39   | 23      | 62     |
| 5   | Bohuslav Ebermann | Škoda Plzeň             | 44     | 31   | 25      | 56     |
| 6   | Jiří Novák        | Tesla Pardubice         | 43     | 30   | 23      | 53     |
| 7   | Miroslav Klapáč   | Škoda Plzeň             | 44     | 30   | 23      | 53     |
| 8   | Peter Šťastný     | Slovan CHZJD Bratislava | 44     | 24   | 26      | 50     |
| 9   | Vladimír Martinec | Tesla Pardubice         | 42     | 28   | 21      | 49     |
| 10  | Marián Šťastný    | Slovan CHZJD Bratislava | 43     | 28   | 20      | 48     |

### Meistermannschaft von SONP Kladno
| Logo | Torhüter      | Miroslav Krása, Miroslav Termer |
| Logo | Abwehrspieler | Jan Neliba, František Pospíšil, Otakar Vejvoda, Jaroslav Vinš, Bohumil Čermák, František Větrovec, František Kaberle senior, Antonín Melč                                      |
| Logo | Stürmer       | Eduard Novák, Milan Nový, Lubomír Bauer, Zdeněk Nedvěd, Václav Sýkora, Miroslav Křiváček, Ladislav Vysušil, Milan Skrbek, Zdeněk Müller, Jiří Filip, Jiří Kopecký, Jan Novotný |
| Logo | Trainer       | Jaroslav Volf, Slánský |

## 1. Liga-Qualifikation
Die Gewinner der tschechischen und der slowakischen 2. Liga-Gruppe traten in einer Best-of-Seven-Serie gegeneinander um den Aufstieg in die 1. Liga für die folgende Spielzeit an. Dabei setzte sich der slowakische Vertreter Dukla Trenčín durch.
- Slezan Opava – Dukla Trenčín 2:4 (7:2, 3:0, 0:5, 2:3, 2:5, 3:4)

## Auszeichnungen
Quelle: hockeyarchives.info
- Zlatá hokejka: Milan Nový (SONP Kladno)
- Top TIPu:
  - Bester Torhüter: Vladimír Dzurilla (Zetor Brno)
  - Bester Verteidiger: Jiří Bubla (CHZ Litvínov)
  - Bester Stürmer:  Milan Nový (SONP Kladno)

- All-Star-Team: Vladimír Dzurilla (Brno); Jiří Bubla (Litvínov) – František Pospíšil (Kladno); Bohuslav Ebermann (Plzeň) – Milan Nový (Kladno) – Vladimír Martinec (Pardubice).